# Браун, Уильям Пенн
Уильям Пенн Браун (англ. William Penn Brown; 1841—1929) — один из пионеров филателии и филателистический дилер из Нью-Йорка.

## Биография
Уильям Пенн Браун родился в Индии в семье баптистских миссионеров и провёл детство в Японии, прежде чем эмигрировал в США и начал успешный бизнес по продаже почтовых марок в Нью-Йорке в 1860 году.

## Вклад в филателию
Начиная с 1860-х годов Уильям Браун активно занимался продажей почтовых марок коллекционерам в Нью-Йорке, утверждая, что является вторым по времени начала деятельности филателистическим дилером в городе. Он был знаком с Джоном Уолтером Скоттом и оказал тому финансовую помощь, когда Уолтер Скотт решил заняться торговлей почтовыми марками.
Уильям Браун был новатором в проведении аукционов раритетных почтовых марок, в результате чего другие аукционные дома со временем стали пользоваться его методами аукционной торговли.
В 1864 году Уильям Браун был редактором первого журнала американских филателистов «London and New York Stamp Collectors Review» («Лондон энд Нью-Йорк Стэмп Коллекторз Ревью»).

## Избранные труды
- Опубликовал в 1870 году каталог под названием «The Curiosity Cabinet» («Кабинет редкостей»), в котором впервые были представлены местные выпуски США[англ.], в том числе его рассказ о находке почтмейстерского провизория Нью-Хейвена[1].
- Впоследствии написал свои воспоминания о раннем периоде коллекционирования почтовых марок[1].

## Почётные звания и награды
В 2008 году Уильям Браун удостоился чести быть внесённым в Зал славы Американского филателистического общества.